# Szpital sióstr diakonis przy ul. Karola Libelta w Poznaniu
Szpital sióstr diakonis przy ul. Karola Libelta w Poznaniu – ewangelicki szpital pełniący także funkcję domu macierzystego diakonis (niem. Diakonissenhaus, Diakonissenmutterhaus), usytuowany na rogu ówczesnej Königsstrasse i Wallstrasse (późniejsze ulice Libelta i Kościuszki) w Centrum Poznania. Nazywany także zakładem diakonis (niem. Diakonissenanstalt). Szpital funkcjonował do 1 września 1911. Budynek został zniszczony podczas II wojny światowej.

## Historia
Pod koniec lat 60. XIX wieku niemiecka siostra diakonisa Johanna Bade poszukiwała w Poznaniu odpowiedniego terenu nadającego się pod budowę nowego szpitala, który jednocześnie miał pełnić rolę domu macierzystego sióstr diakonisek. Siostry diakonisy ogłosiły zbiórkę pieniędzy, w którą zaangażowała się Rada Miasta, banki i ewangelickie parafie z Prowincji Poznańskiej. W 1869 roku siostry diakonisy zakupiły parcelę przy Königsstrasse wskazaną przez im prawdopodobnie przez Wilhelma von Treskowa. W 1874 roku rozpoczęto prace budowlane. Przewodniczącym komisji budowlanej był pastor parafii St. Pauli (św. Pawła) Johannes Schlecht, jego następcą natomiast radca konsystorialny parafii St. Pauli, Max Reichard.
15 grudnia 1875 roku nastąpiło otwarcie szpitala, do którego przewieziono chorych z działającego do tej pory zakładu przy ul. Zagórze. W lutym 1876 dokonano poświęcenia budynku. W latach 1882–1883 i ponownie w 1889–1890 gmach szpitala był rozbudowywany. Szpital posiadał własną aptekę i piekarnię. Mógł pomieścić równocześnie do stu chorych. Zakład stosował podział świadczenia usług pielęgnacyjnych w trzech klasach, odpowiadających statusowi majątkowemu pacjentów. Jednakże naczelną ideą placówki było przyjmowanie każdego chorego bez względu na jego stan finansów. Realizacji tej zasady służyły fundacje i zapisy testamentowe, m.in. istniała fundacja cesarza Wilhelma i cesarzowej Augusty, powołana na cześć pary cesarskiej przez Vaterländischer Frauen-Verein (Ojczyźniany Związek Kobiet), opłacająca co roku 600 tzw. dni pielęgnacyjnych. Inne fundacje opłacały łóżka dla chorych wraz z kompletną opieką nad chorym, gdzie ofiarodawca mógł decydować, który pacjent ma być hospitalizowany. Ofiarodawcami takich fundacji byli m.in. Hermann Kennemann, wspólnota parafii St. Pauli w Poznaniu i Posener Militärfrauenverein (Poznański Związek Żon Wojskowych), czy generał Gustav Hermann von Alvensleben.
1 września 1911 roku przewieziono wszystkich chorych do nowo powstałego szpitala przy Auguste-Victoria-Strasse (współczesna ul. Grunwaldzka). Jeszcze w 1911 roku w budynku byłego szpitala powstał specjalistyczny oddział dla umierających kobiet funkcjonujący dotychczas na Zagórzu. Dla uczczenia zmarłej siostry przełożonej Johanny Bade nazwano go Johannenhaus. Po odzyskaniu przez Polskę niepodległości na początku lat 20. XX wieku działał jako szpital diakonisek przy ówczesnej ul. Augusta Cieszkowskiego. W latach 30. XX wieku był oznaczany na planach Poznania jako „stary zakład diakonisek”. Gmach został zniszczony podczas II wojny światowej.
Na działce po dawnym szpitalu istnieje współcześnie fragment zabudowań poszpitalnych, położony w podwórzu znajdującym się na tyłach urzędu przy ul. Karola Libelta.

## Opis
Czterokondygnacyjny, trójskrzydłowy budynek szpitala-domu macierzystego diakonis został zbudowany z czerwonej wypalanej cegły. Posiadał ozdobną neogotycką attykę. Był jedną z najokazalszych budowli tego okresu w Poznaniu. Gmach poza funkcją szpitala pełnił także rolę tzw. domu macierzystego sióstr diakonis i był miejscem ich praktyki zawodowej. W 1908 roku szkoła dla przyszłych diakonisek uzyskała prawa przysługujące państwowej szkole pielęgniarskiej. W poznańskim domu przebywało wtedy 436 sióstr.